# مانه سارینیان
مانه سرگئی سارینیان (ارمنی: Մանե Սերգեյի Սարինյան؛ انگلیسی: Mane Sarinyan؛ زادهٔ ۲۳ ژانویهٔ ۱۹۵۷) مترجم، و تاریخ‌نگار ادبی اهل ارمنستان است.

## زندگی‌نامه
وی در ۲۳ ژانویه ۱۹۵۷ در ایروان به دنیا آمد و از دانشگاه دولتی ایروان فارغ‌التحصیل گشت. سرگئی سارینیان پدر وی می‌باشد. وی از سال ۲۰۱۲ عضو اتحادیه نویسندگان ارمنستان می‌باشد. وی در انستیتو ادبی ()، دانشگاه کالیفرنیا، لس آنجلس ()، دانشگاه کارولینای شمالی () و دانشگاه روسی-ارمنی () فعالیت کرده است. 

## یادداشت
1. ↑  բանասիրական գիտությունների թեկնածու
2. ↑  Institute of Literature of National Academy of Sciences of Armenia